# Upper Subansiri (huyện)
Huyện Upper Subansiri là một huyện thuộc bang Arunachal Pradesh, Ấn Độ. Thủ phủ huyện Upper Subansiri đóng ở Daporijo. Huyện Upper Subansiri có diện tích 7032 ki lô mét vuông. Đến thời điểm năm 2001, huyện Upper Subansiri có dân số 54995 người.